# 新庄直敬
新庄 直敬（しんじょう なおたか）は、常陸麻生藩の第15代（最後）の藩主。

## 来歴
文政元年（1818年）、麻生藩分家である旗本の嫡子新庄長門守直孝（3000石）の長男として生まれる。天保8年（1837年）に徳川将軍家の小姓として仕え、8月25日に従五位下・下野守に叙位・任官する。安政元年（1854年）、父が早世していたため、祖父から家督を相続する。慶応3年（1867年）の麻生藩主・新庄直𩑛の夭逝により、新たに本家を相続する。
慶応4年（1868年）の戊辰戦争では新政府に恭順し、4月には水戸藩浪士の追討を務めている。明治2年（1869年）6月24日、版籍奉還により麻生藩知事に任じられ、藩校精義館の創設や藩の職制改革に務めた。明治4年（1871年）7月の廃藩置県により、知藩事を免官される。翌明治5年（1872年）9月2日に死去した。享年55。

## 系譜
父母
- 新庄直孝（実父）
- 本多氏（実母）
- 新庄直𩑛（養父）

正室
- 松平信意の娘

子女
- 新庄直正
- 新庄詮子 ー 織田信親正室